# Otakar Pařík
Otakar Pařík (28. února 1901 Místek – 19. února 1955 Ostrava) byl český dirigent a klavírista, otec českého dirigenta Ivana Paříka a manžel operní zpěvačky Marie Paříkové.

## Kariéra
Studoval hru na klavír u profesora Conrada Ansorgeho na Německé hudební akademii. Současně s tím se učil hrát na varhany u profesora Bedřicha Antonína Wiedermanna na pražské konzervatoři. Už jako dvacetiletý hrál v Českém triu a doprovázel např. Jana Kubelíka a Emu Destinnovou.
V pozdějších letech se věnoval výhradně dirigování. V letech 1937–1945 pracoval jako první kapelník Velkého orchestru v pražském rozhlasu. Po druhé světové válce získal místo vedoucího Filmového symfonického orchestru. Z této doby pochází nahrávky hudby k zhruba šedesáti celovečerním filmům, mj. k Siréně od Emila Františka Buriana či k Bajajovi od Jiřího Trnky.
V letech 1954 až 1955 byl uměleckým šéfem Ostravského symfonického orchestru, jehož pravděpodobně úplně první koncert po vzniku dirigoval dne 3. května 1954.
Při své práci se nejraději věnoval symfonickým skladbám Antonína Dvořáka, Bedřicha Smetany a Josefa Suka.